# Suceso de Cando

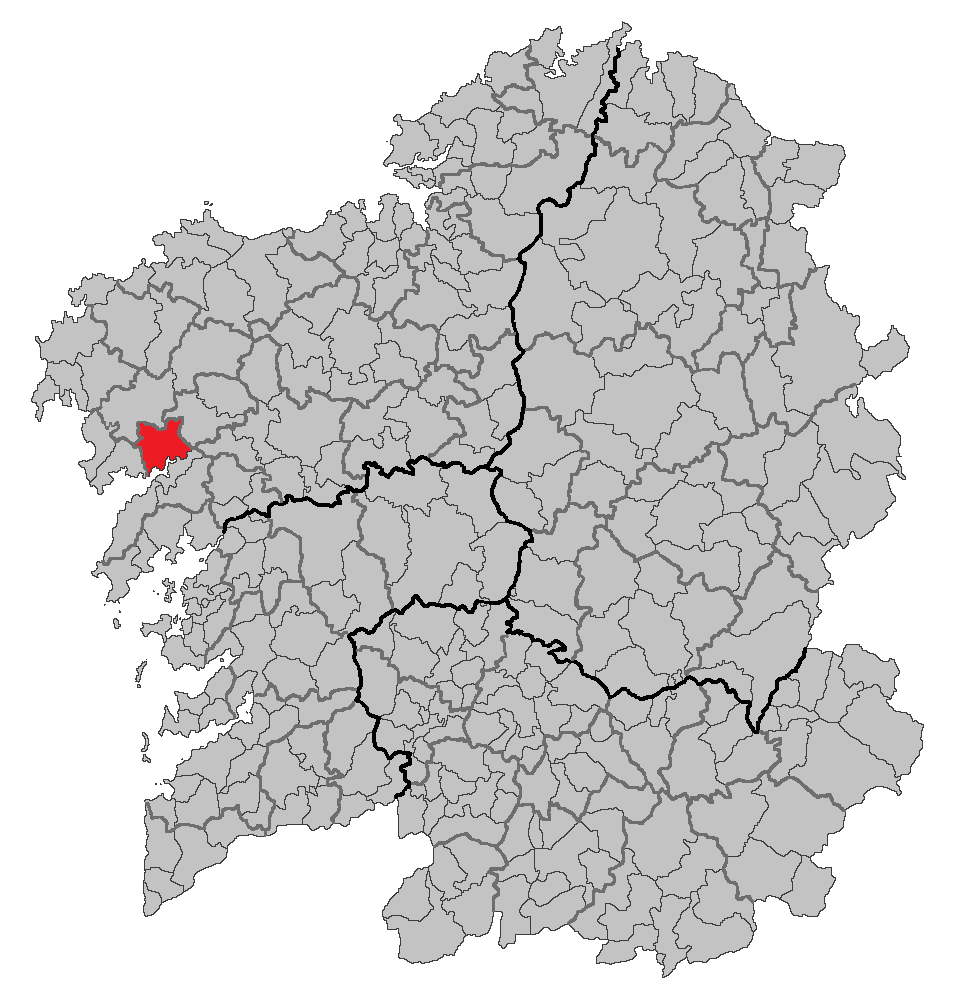
Localización de Outes.

El suceso de Cando se refiere a una explosión sin víctimas ocurrida cerca de la aldea gallega de Cando (Outes, España) la mañana del 18 de enero de 1994. Anteriormente se la conoció como bólido de Cando al creer que se trataba de un pequeño impacto astronómico.
Dado lo apartado y agreste de la zona, inicialmente no se localizó el lugar de la explosión. Dos días después, el departamento de astronomía de la Universidad de Santiago de Compostela inició una investigación sobre lo ocurrido, encabezada por los doctores José Ángel Docobo y Vakhtang Tamazian Arzakanian del Observatorio Astronómico Ramón María Aller (Santiago de Compostela). Dos meses después, en abril de 1994, se hizo pública una posible zona de impacto: «Un cráter de 25 metros de diámetro por 1,5 de profundidad. Pinos de más de 20 metros de altura habían sido desplazados a unos 60 metros de distancia, sugiriendo un gran impacto. Todo este conjunto se hallaba a unos 300 metros de un núcleo de población y a unos 75 metros de la casa más cercana».
Actualmente se considera que fue un fenómeno geológico, acorde a la hipótesis formulada por el Dr. Zdeněk Ceplecha del Observatorio de Ondřejov (República Checa), colaborador en la investigación original. Según Ceplecha, el incidente pudo haber sido ocasionado por una burbuja de gas subterráneo que emergió hasta la superficie en una erupción repentina, debida probablemente a un corrimiento de tierras. La rápida acción convectiva habría ocasionado una separación de la carga eléctrica suficiente como para provocar una chispa e incendiar el gas.
No se descarta por completo que el suceso pudiera originarse en el estallido de un cuerpo celeste, como ocurrió en Tunguska y otros lugares, pero es una hipótesis secundaria. 
La confusión generada por el suceso estimuló la circulación de teorías conspiracionistas de tipo militar y extraterrestre.